# Засов
Засо́в (дверная задвижка, шпингалет) — большая задвижка. Используется главным образом для того, чтобы запирать в простых случаях двери, ворота, люки и так далее.
Засовы обычно применяют для запирания ворот. Засовы малого размера применяются для запирания откидных ставен.
Часть замка, которая непосредственно запирает объект закрытия, также называется засовом или ригелем. Различают замки с поперечным и штанговым засовами.
Замки для закрытия дверей на основе засовов использовались уже в Древнем Египте.